# Le Récadère de Béhanzin
Le Récadère de Béhanzin est un journal entièrement manuscrit et publié dans la clandestinité en 1917 au Dahomey. Il est l'un des premiers manifestes de volonté d'indépendance

## Genèse
En 1910, Louis Hunkanrin est renvoyé de l'administration coloniale pour avoir refusé de ramener les jeunes filles métisses de Ouidah à son directeur Rolland. Hunkanrin constate l'injustice du système colonial. Il devient ainsi le porte-parole des opprimés de la colonie. Après un séjour au Sénégal entre 1911 et 1913 dans l'espoir de trouver une stabilité, Hunkanrin constate une situation politique différente de celle de son pays : au Sénégal, les quatre communes (Rufusque, Gorée, Dakar et Saint-Louis) avaient acquis les droits politiques depuis les années 1848 après une agitation politique des « évolués » (premiers intellectuels sénégalais). Il y note également l'importance de la presse dans la mobilisation du grand nombre. En 1914, de retour au Dahomey, Louis Hunkanrin réunit plusieurs éléments. Les lettres anonymes commencent ainsi à faire leurs apparitions afin de dénoncer le caractère répressif et arbitraire du système colonial,,.

### Ligne éditoriale
Fondé sur deux  piliers, le patriotisme, et le refus de toute sujétion, le premier numéro dénonce les abus du pouvoir colonial sur la population et le second numéro s'attaque à tous les symboles de l'administration coloniale.